# L'Ivrogne poussé dans la bauge aux pourceaux
L'Ivrogne poussé dans la bauge aux pourceaux est un tableau de Pieter Bruegel l'Ancien peint en 1557 et appartenant à une collection privée.

## Description et iconographie

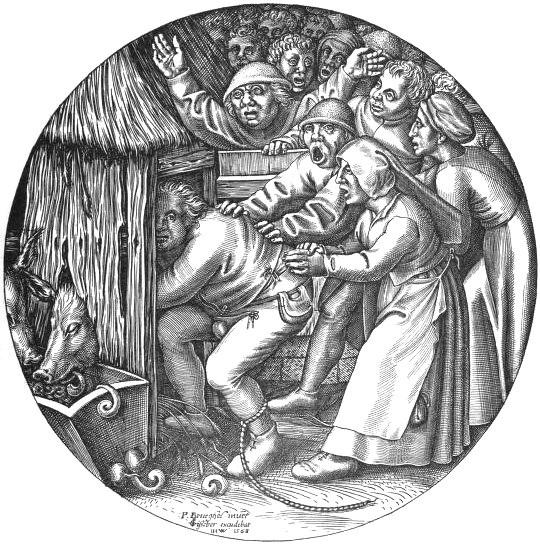
Gravure de Wierix d'après la composition de Bruegel (1568).

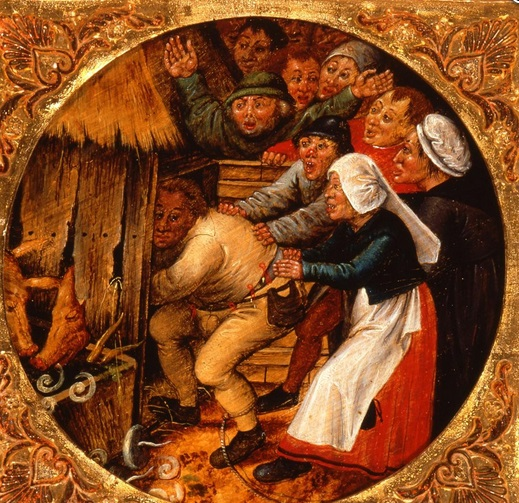
Copie du début du XVII attribuée à Pieter Brueghel le Jeune (musée de Bamberg).

Le tableau a été peint à l'huile sur un panneau circulaire (tondo). Ce dernier est en bois de noyer, et non de chêne comme la plupart des œuvres de l'artiste. Cette singularité est peut-être due au fait que certaines guildes de tourneurs sur bois interdisaient l'usage du chêne.
Le tableau représente plusieurs personnages, femmes et hommes, poussant un homme corpulent à l'intérieur d'un petit bâtiment couvert de chaume et identifiable à une porcherie grâce au cochon sortant la tête d'une brèche pour manger le contenu de son auge. Si ce sujet n'est pas directement inspiré d'un proverbe flamand connu, son message moralisateur est cependant évident et conforme à l'iconographie de son époque, qui assimile fréquemment l'avilissement entraîné par la débauche à la condition, jugée infâme, du porc. Dans l'auge, on voit des navets, légumes-racines alors considérés comme aphrodisiaques, ce qui constituerait une autre allusion à la débauche.
L’œuvre appartient vraisemblablement à la catégorie des assiettes peintes, spécialité flamande (les registres de la guilde de Saint-Luc d'Anvers font mention de teljoorschilders, « peintres sur assiettes », à la fin du XVIe siècle) dont environ 70 exemplaires sont conservés à ce jour. À l'instar de plusieurs de ces œuvres et des Douze proverbes flamands du Musée Mayer van den Bergh, l’Ivrogne faisait probablement partie d'une série de plusieurs pièces.

## Historique et attribution
En 1568, Jan Wierix réalise une gravure d'après l’œuvre de Bruegel. Il y ajoute son monogramme (IHW), la date ainsi que l'indication P. Brueghel inuet. La composition de Bruegel ne sera longtemps connue que par cette estampe, qui a fait l'objet de plusieurs éditions (notamment par Visscher), et par des copies issues de l'atelier ou de l'entourage de Pieter Brueghel le Jeune. L'une d'elles, réalisée après 1616, est aujourd'hui conservée au musée de Bamberg.
L'inventaire des biens du peintre Gillis van Coninxloo, mort en 1606, mentionne « een stuck waert varcken in 't cot moet » (« un tableau représentant le porc poussé dans la porcherie »). S'agit-il d'une des copies de Brueghel le Jeune ou d'un original ? Cette dernière hypothèse semble contredite par le fait que l'inventaire n'attribue pas le tableau à Bruegel, contrairement à quatre autres des œuvres mentionnées.
En 1967, le catalogue de Piero Bianconi mentionne le tableau de Brugel en tant qu’œuvre perdue, conformément à une hypothèse de Georges Hulin de Loo.
L’œuvre décrite dans le présent article a appartenu, au cours des XIXe siècle et XXe siècle, à la collection de la famille Van der Renne de Daelenbroeck (puis Van Outryve d'Ydewalle), conservée au château de Daelenbroeck à Herkenbosch. L'un des héritiers, propriétaire du tableau à partir de 1966, le dépose au Musée Mayer van den Bergh en 1975. Conservateur de ce musée anversois, Josef de Coo publie alors l’Ivrogne pour la première fois et propose, sans certitude, de l'attribuer à Bruegel.
En 1998, le tableau est étudié au laboratoire de Louvain-la-Neuve par Roger van Schoute et Hélène Verougstraete. Grâce à la réflectographie infrarouge, ces experts découvrent une signature fragmentaire (BRVEG...) ainsi qu'une date (MDLVII) et constatent, en examinant le dessin sous-jacent, que la composition a été modifiée au cours de l'exécution du tableau, ce qui prouve son authenticité. Selon Van Schoute et Verougstraete, les têtes des personnages à l'arrière-plan auraient été retouchées à une date inconnue en prenant pour modèle la gravure de Wierix.
Sur la base de leurs découvertes, Van Schoute et Verougstraete ont confirmé l'attribution à Bruegel dans un article du Burlington Magazine publié en 2000. Ce caractère autographe est désormais admis par la plupart des spécialistes, même si certains d'entre eux, tels que Roger Marijnissen, ont préféré rester prudents. En 2007, Manfred Sellink a estimé que l'attribution à Bruegel est renforcée par ses similarités stylistiques, techniques et thématiques avec les Douze proverbes flamands.
Exposé entre 2000 et 2001 à la National Gallery de Londres, l’Ivrogne est vendu aux enchères par Christie's le 10 juillet 2002. Adjugé pour 3 306 650 £, il rejoint une nouvelle collection privée. En 2015-2016, il est présenté une nouvelle fois au public, dans le cadre de l'exposition Van Bosch tot Bruegel au musée Boijmans Van Beuningen à Rotterdam. Entre octobre 2018 et janvier 2019, il est prêté au Musée d'Histoire de l'art de Vienne dans le cadre d'une grande rétrospective commémorant les 450 ans de la mort de l'artiste.